# HD 70442
HD 70442，又名BD-19 2369，SAO 154150、HR 3279，是一颗恒星，视星等为5.58，位于銀經241.33，銀緯9.38，其B1900.0坐标为赤經8h 16m 53.6s，赤緯-19° 9.38′ 39″。